# Szürke rövidfarkú oposszum
A szürke rövidfarkú oposszum, vagy rövidfarkú egéroposszum (Monodelphis domestica) az emlősök (Mammalia) osztályába, az elevenszülő emlősök (Theria) alosztályába, az oposszumok (Didelphimorphia) rendjébe és az oposszumfélék (Didelphidae) családjába tartozó állatfaj. A fajnak nincsenek elfogadott alfajai. A Monodelphis tudományos név a görög nyelvből származik, és jelentése "egyetlen méh", valamint a latin domestica szó, amely "házias" szót jelent. 

## Elterjedése
Dél-Amerika trópusainak területein őshonos. Főként az Amazonas folyótól délre, Brazília déli, középső és nyugati részén terjedt el. Bolívia keleti vidékein, Paraguay északi részén, és Argentína Formosa tartományában is megtalálható. Természetes élőhelyei az alacsony fűvel sűrűn lakott síkságok és a fákkal teli esőerdei területek, de az ember lakta épületekbe is bejuthat.

## Megjelenése

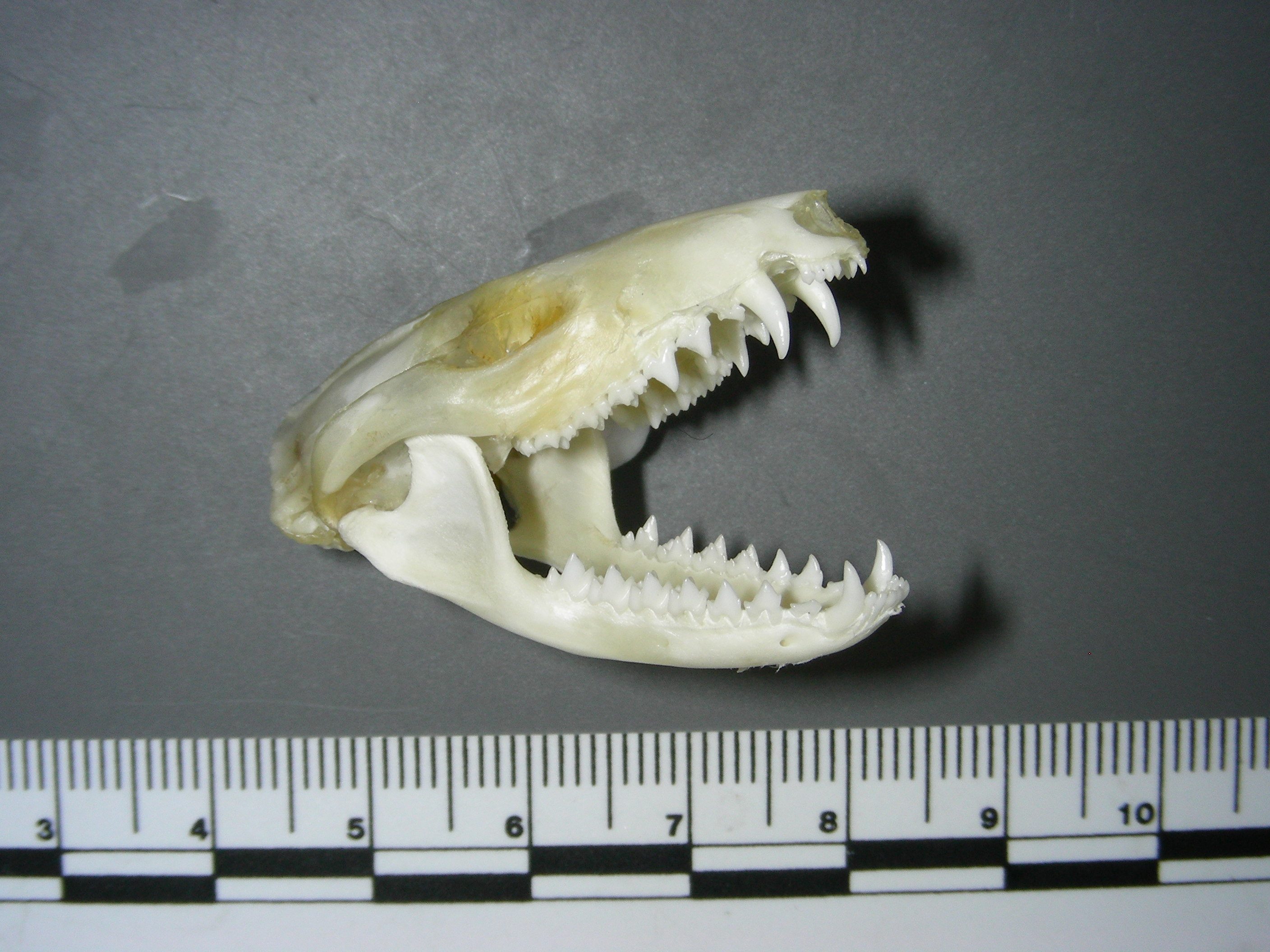
Koponyája és éles fogai

Hosszuk általában 10-16 cm közötti. A kifejlett hímek súlya 90-155 gramm, a nőstények tömege 80-100 gramm. A legtöbb példány világosszürke szőrrel rendelkeznek, de a szőrzet színe változó, és egyes populációknak vörösebb vagy fehéresebb a rövid bundája. Nagy lekerekített fülük miatt meglehetősen érzékenyek a hangokra. Nagy szemük van, ami jó éjszakai látást biztosít. Az állat nehézkesen mozog, mert mind a négy lába robusztus. Hátsó lábaik jóval hosszabbak, mint az mellső lábaik. A farka töve vastag, viszont a farok vége elkeskenyedett. A farok hossza változó, de általában a test hosszának a fele, azaz körülbelül 5-9 cm, ez sokkal kisebb mint a többi oposszumfajé. Fogképletük 2(5134/4134), összesen 50 fog; szemfogaik meglehetősen fejlettek, mindkét állkapocsnak 4 zápfoga hegyes és éles, a 3 előzápfog kihegyezett főéllel bír, a metszőfogak (felül 5 és alul 4) tompák és nagyok. Attól függetlenül, hogy erszényes emlősök, a nőstényeknek nincs konkrét erszényük.

## Életmódjuk
A vadonban legfeljebb 2 évig élnek, viszont a fogságban élők elérhetik a 6 évet is. A szürke rövidfarkú oposszumok mindenevő állatok, táplálékuk rovarokból, hüllőkből, békákból és egyéb gerinctelenekből, kisebb rágcsálókból vagy elhullott állatokból áll, viszont kiegészítőként növényi táplálékot, gyümölcsöket és zöldségeket is ehetnek. A szürke rövidfarkú oposszum magányos állat, és agresszív viselkedést mutat fajtársaival szemben. Az állatok fészket építenek, ez a viselkedés a hőszabályozást szolgálja, amely megvédheti őket a déli hőségtől. A húsevő emlősök, például más oposszumok vagy ragadozó madarak étrendjének részét képezik, illetve számos élősködő gazdájaként is működnek.

## Szaporodása

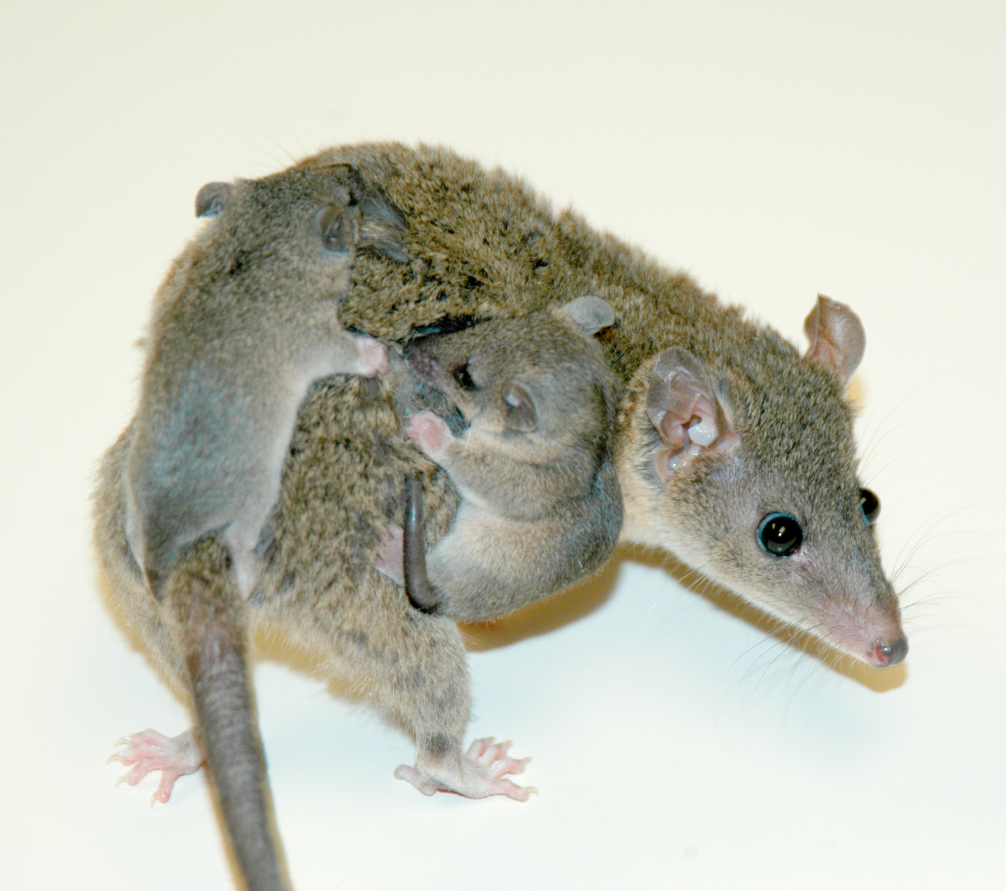
Nőstény két kölykével a hátán

Az állatok az ivarérettségüket 18-20 hetes korukban érik el. A hímek környezetüket rendszerint a szegycsontmirigyük által termelt folyékony anyaggal jelölik, amelynek szaga felhívja az arra járó nőstények figyelmét. A nőstények csak akkor jönnek ivarzásba, ha hím feromonoknak vannak kitéve, az ovulációt csak a hímmel való fizikai érintkezés váltja ki. A szaporodás alkalmával a hím egy párzási táncot mutat be a nősténynek, és a tánc után a hím elkezdi a párzást, amely 4-7 percig tart. A nőstény vemhességi időtartama általában 14-15 hétig tart. A szürke rövidfarkú oposszumok fészekalma általában 7-9 kölyökből áll, és egy nőstény akár 5-11 almot is csinálhat évente. Az újszülöttek mindössze 1 centiméter hosszúak és születéskor 0,1 grammosak. A kölykök közvetlenül a születésük után az anyjuk hasára mászva a nőstény emlőin lógva fejlődnek tovább 3 vagy 4 hétig. A kölykök 10 napos korukig képesek teljes regenerálni a gerincvelőjüket, ha az megsérülne. A fiatal kölykök körülbelül három hetesen növesztik szőrüket, és általában egy héttel később nyitják ki szemüket. A kölykök 4 hetes korukban az anyjuk hátán utaznak még három hónapig, és csak utána kezdek el maguktól járni.

## Felhasználása
A faj egy fontos kutatási alany a tudomány számára. Az immunológiában, a fejlődéstanban és az idegkutatásban is felhasználják laboratóriumi állatként. A bőrrák kutatók is használják melanomaképző tulajdonsága miatt, ami az ultraviola sugárzás hatására történik. A szürke rövidfarkú oposszum az első olyan erszényes, amelynek megfejtették a genetikai kódját. Az egzotikus állatkereskedelemben is megtalálható.